# Dicliptera porphyrocoma
Dicliptera porphyrocoma är en akantusväxtart som beskrevs av Emery Clarence Leonard. Dicliptera porphyrocoma ingår i släktet Dicliptera och familjen akantusväxter. Inga underarter finns listade i Catalogue of Life.